# Jackson, Tennessee
Jackson är en stad (city) i Madison County i delstaten Tennessee i USA. Staden hade 68 205 invånare, på en yta av 151,39 km² (2020). Jackson är administrativ huvudort (county seat) i Madison County.